# Louie Cullen

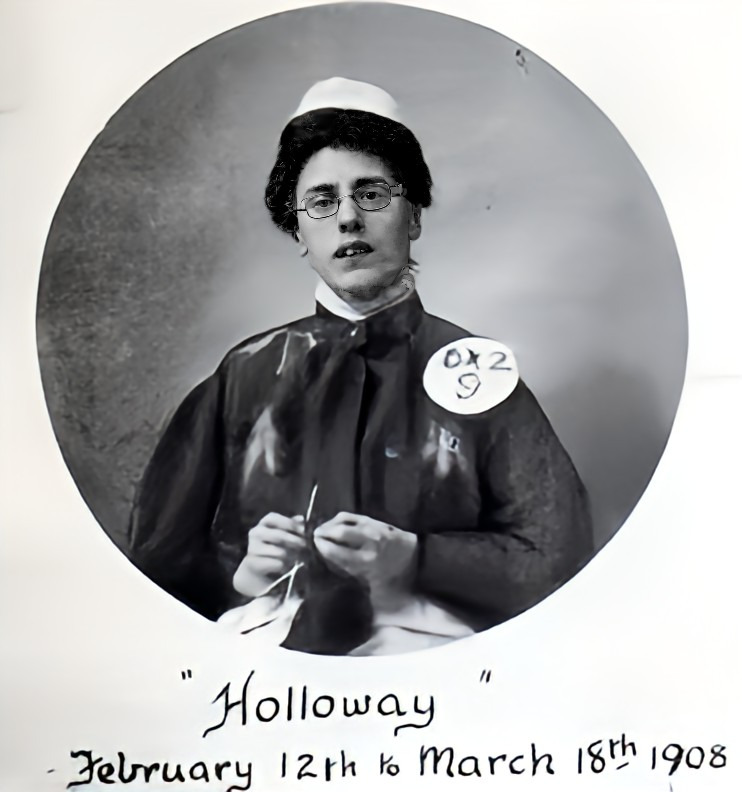
Louie Cullen, Holloway Prison, Februar/März 1908

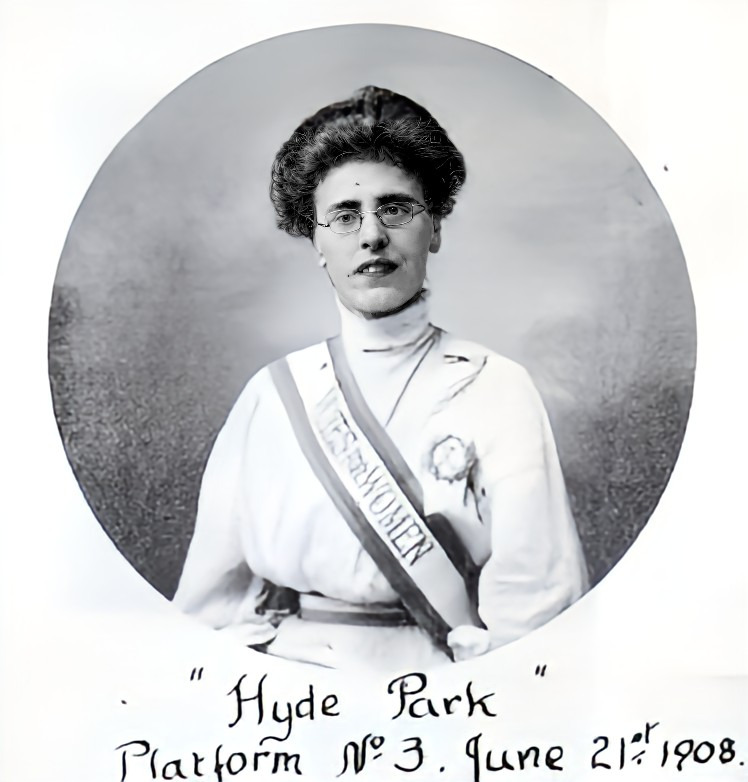
Louie Cullen, als Rednerin für Veranstaltung im Hyde Park, Juni 1908

Louie Cullen, geboren als Louisa Clarissa Mays (* ca. 1876 in England; † 24. Juli 1960 in Sydney, Australien), war eine englisch-britische Suffragette, die nach ihrer Emigration nach Australien auch dort für Frauenrechte kämpfte.

## Leben
Cullen, die Louie genannt werden wollte, wurde um 1876 geboren. Mit 14 Jahren verließ sie die Schule und arbeitete einige Zeit, bevor sie im Jahr 1900 einen Mann aus der Arbeiterklasse, Joshua William Cullen, heiratete, der mit der Forderung nach dem Frauenwahlrecht sympathisierte.
Cullen wurde eine radikale Suffragette und trat der Women’s Social and Political Union (WSPU) bei, als es noch keine offiziellen Zweigstellen gab. Im Jahr 1906 war sie Organisatorin der Londoner Zweigstelle in Kensal. In jenem Jahr schmuggelten Cullen und Hannah Mitchell zusammen mit neunzehn anderen Frauen und Emmeline Pankhurst ein Transparent mit der Aufschrift „Votes for Women“ in das Unterhaus.
Im Februar 1908 war Gye an dem gewagten sogenannten „Pantechnicon-Überfall“ beteiligt. Dabei wurde ein Möbelwagen (pantechnicon) als trojanisches Pferd benutzt, um zwanzig Suffragetten zum Unterhaus zu bringen, um sich Gehör für das Frauenwahlrecht zu verschaffen. Cullen wurde im Holloway Prison inhaftiert und trat in einen Hungerstreik. Cullen wurde danach von der WSPU mit einer sogenannten „Holloway-Brosche“ ausgezeichnet.
Cullen sprach am 21. Juni 1908 auf der Hauptplattform Nr. 3 beim Women’s Sunday im Hyde Park.
Christabel Pankhurst sandte Cullen in einem Brief vom 17. Juli 1909 aus, um „Menschen aufzurütteln“, damit Winston Churchill bei seiner Rede in Norwich am 26. Juli einer großen Menschenmenge gegenüber stünde. Die Demonstration war ein großer Erfolg. In einem Brief an die Suffragette Fellowship aus dem Jahr 1932 berichtete Cullen, dass die Lokalzeitungen in Norwich schrieben, es habe schon lange „keine solche Menschenmenge mehr gegeben“. Cullen wurde zusammen mit anderen Suffragetten verhaftet und ohne Anklage festgehalten, bis Churchill die Stadt sicher verlassen hatte.
Cullens Gesundheit litt unter den Inhaftierungen, und sie und ihr Ehemann zogen im Dezember 1911, anfangs nur für zwei Jahre, nach Melbourne, Australien, wo sie schließlich den Rest ihres Lebens verbrachten. Sie hatten ein Kind adoptiert, das aber kurz nach ihrer Ankunft in Australien verstarb.
1914 hielt Cullen bei der Women’s Political Association in Melbourne, die von Vida Goldstein einberufen worden war, Vorträge über Frauenrechte und sagte: „Frauen verrichten die Drecksarbeit der Welt, unorganisiert und unbezahlt.“ Cullen leistete auch praktische Hilfe für junge Frauen, die allein in der Stadt waren, und gründete den Wayfarers Social Club, um eine einladende Gemeinschaft zu schaffen. Ihre Unterstützung für die Anliegen der Pankhursts setzte sich darin fort, dass sie an einem Marsch teilnahm und dem australischen Premierminister Billy Hughes eine Petition mit über 5.000 Unterschriften für die Freilassung von Adela Pankhurst überreichte, die bei einem Protest gegen die Lebensmittelpreise inhaftiert worden war.
In den 1930er Jahren zogen die Cullens nach Sydney, wo sie sich der Suffragette Fellowship anschloss und im Sydney Morning Herald als „originale Suffragette“ bezeichnet wurde. Cullen setzte sich dafür ein, dass sich mehr Frauen in der Politik engagierten, und schrieb 1947 ein Glückwunschschreiben an Mrs. N. A. Parker zu ihrer Wahl zur ersten Stadträtin von Molong. Über Cullen wurde breit als öffentliche Gegnerin der Verwendung des Wortes obey („gehorchen“) bei der Trauung der damaligen Prinzessin Elizabeth mit Prinz Philip berichtet, das sie als „geradezu vorsintflutlich“ (positively antediluvian) bewertete.
1953 stiftete Cullen Sammlerstücke für die nationale Sammlung zum Gedenken an 50 Jahre Frauenwahlrecht in Australien, darunter die „Holloway-Brosche“.
Cullens Ehemann Joshua starb 1956 im Alter von 88 Jahren. Cullen wurde danach als „die letzte der Suffragetten“ bekannt. Sie wurde für People und Women’s Day interviewt. 1958 ließ sie sich mit einer WSPU-Urkunde fotografieren und trug dabei ihre „Votes for Women“-Schärpe, die sich heute in der Sammlung der National Library of Australia befindet. In ihrem 80. Lebensjahr überließ sie ihr Haus in Lidcombe, Sydney, der Children’s Library and Crafts Movement als Kinderzentrum. Sie selbst war zu dem Zeitpunkt in einem Pflegeheim in Hammondville, Sydney. Dort starb sie 1960. Über ihren Tod wurde international berichtet, unter anderem in der Singapore Free Press und dem Londoner Daily Telegraph. Cullen hatte gesagt, sie wolle, „dass die Zeitungen davon erfahren, in der Hoffnung, dass die kommenden jungen Leute sich daran erinnern, wie einige Freiheiten erkauft“ werden mussten.
Sammlerstücke aus Cullens Leben befinden sich in der National Library of Australia, insbesondere in den Archiven von Bessie Rischbieth, der Gründerin der Australian Federation of Women’s Societies, die Cullen überredete, ihre Suffragetten-Gegenstände der Sammlung zu schenken. Darunter befindet sich Cullens Skizze ihrer Gefängniszelle mit der Bildunterschrift „Steinmauern machen kein Gefängnis, und Eisenstangen keinen Käfig.“